# Championnat de France de hockey sur glace 1935-1936
Saison précédente Saison suivante
La saison 1935-1936 est la 20e saison du championnat de France de hockey sur glace qui porte le nom de 1re série.

## Bilan
Le club des Français Volants est champion de France pour la première fois.

## Référence
Résultats de la saison sur Hockeyarchives